# Lojze Logar
Lojze Logar, slovenski slikar in grafik ter profesor, * 30. julij 1944, Mežica, † 12. oktober 2014, Izola.
Logar je diplomiral na Akademiji za likovno umetnost v Ljubljani leta 1968. Leta 1970 je končal študij specialke za grafiko pri profesorjih Riku Debenjaku in Marjanu Pogačniku. Leta 1974 je odšel na študij v Zahodni Berlinu, kjer je študiral pri profesorju Engelmanu.
V 1970. letih, v času poparta, ki so ga na Slovenskem poimenovali kar nova figuralika, je bil Logar eden osrednjih slovenskih slikarjev, ki so prednjačili v tej umetniški smeri. V tem obdobju so na njegovih slikah prevladovale geometrijske oblike. Pop artu je sledilo kratko obdobje konceptualizma, radikalnega ekspresionizma, v začetku 1980. let pa je skoraj povsem opustil novo figuraliko in začel ustvarjati v popolni abstrakciji minimalističnega črno-črnega slikarstva.
Konec osemdesetih je Logar začel je svoj najobsežnejši ciklus, Davidovi vrtovi, v katerem kulminira razvoj erotičnih motivov. Osrednje črne barvne tone, značilne za njegovo prejšnje obdobje, so zamenjale žive barve, črna pa je bila od takrat naprej potisnjena le še na obrobe.
V 1990. letih je svoj ciklus Davidovi vrtovi nadaljeval v novem slogu. Sam ga je poimenoval obdobje Intermezzozoika. Barvno paleto je ponovno spremenil in ponovno zreduciral. Ponovno je začel z monokromnim slikarstvom in se približal abstrakciji, osrednja barva tega obdobja pa je postala turkizno modra, ki jo je kasneje razširil še na vijolično.
V poznejšem ciklu Sarcophag U.S. je Logar razvijal posamezne komponente slike ter kot osnovni barvi uporabil predvsem zeleno in vijolično.
Od leta 1990 je predaval grafiko, 1995 pa je postal izredni profesor za grafiko, risanje in slikanje na Akademiji za likovno umetnost in oblikovanje v Ljubljani.

## Najpomembnejše nagrade

### Slovenija
- Nagrada Prešernovega sklada (1987)
- Nagrada Riharda Jakopiča (1994)

### Tujina
- Celovec (Avstrija) - nagrada »Intart« (1971)
- San Benedetto (Italija) - srebrna medalja »Cooperazione e lavoro« (1976)
- Eisenstadt (Avstrija) - nagrada za razstavo »Pannonia 79« (1979 )
- Baden-Baden (Nemčija) - nagrada na »European Biennial of Graphic Art« (1985)
- Bradford (Združeno kraljestvo) - nagrada na »British International Biennial« (1986)
- Reykjavík (Islandija) - nagrada na »Grafica Atlantica« (1987)
- Tajpej (Tajvan) - nagrada za kvaliteto na »International Biennial of Graphic Art« (1992)
- Maastricht (Nizozemska) - tretja nagrada na »1 st International Graphic Biennial« (1993)
- Gjur (Madžarska) - Grand Prix na »International Graphic Biennial« (1993)
- Tajpej (Tajvan) - nagrada za kvaliteto na »International Biennial of Graphic Art« (1994)
- Sofija (Bolgarija) - prva nagrada na »International Graphic Biennial« (1998)